# Malroy
Malroy és un municipi francès, situat al departament del Mosel·la i a la regió del Gran Est. L'any 2007 tenia 391 habitants.

## Demografia

### Població
El 2007 la població de fet de Malroy era de 391 persones. Hi havia 157 famílies, de les quals 37 eren unipersonals (25 homes vivint sols i 12 dones vivint soles), 58 parelles sense fills, 54 parelles amb fills i 8 famílies monoparentals amb fills.
La població ha evolucionat segons el següent gràfic:
Habitants censats

### Habitatges
El 2007 hi havia 189 habitatges, 162 eren l'habitatge principal de la família, 17 eren segones residències i 10 estaven desocupats. 170 eren cases i 18 eren apartaments. Dels 162 habitatges principals, 144 estaven ocupats pels seus propietaris, 14 estaven llogats i ocupats pels llogaters i 3 estaven cedits a títol gratuït; 8 tenien dues cambres, 16 en tenien tres, 25 en tenien quatre i 113 en tenien cinc o més. 137 habitatges disposaven pel capbaix d'una plaça de pàrquing. A 66 habitatges hi havia un automòbil i a 79 n'hi havia dos o més.

### Piràmide de població
La piràmide de població per edats i sexe el 2009 era:
| Homes | Edats   | Dones |
| ----- | ------- | ----- |
| 0     | 95 o +  | 0     |
| 0     | 90 a 94 | 0     |
| 4     | 85 a 89 | 8     |
| 8     | 80 a 84 | 0     |
| 4     | 75 a 79 | 8     |
| 8     | 70 a 74 | 8     |
| 12    | 65 a 69 | 8     |
| 12    | 60 a 64 | 16    |
| 8     | 55 a 59 | 4     |
| 4     | 50 a 54 | 12    |
| 24    | 45 a 49 | 12    |
| 20    | 40 a 44 | 20    |
| 16    | 35 a 39 | 8     |
| 4     | 30 a 34 | 8     |
| 4     | 25 a 29 | 8     |
| 16    | 20 a 24 | 12    |
| 24    | 15 a 19 | 4     |
| 12    | 10 a 14 | 16    |
| 4     | 5 a 9   | 0     |
| 20    | 0 a 4   | 4     |

## Economia
El 2007 la població en edat de treballar era de 253 persones, 190 eren actives i 63 eren inactives. De les 190 persones actives 176 estaven ocupades (99 homes i 77 dones) i 13 estaven aturades (7 homes i 6 dones). De les 63 persones inactives 16 estaven jubilades, 28 estaven estudiant i 19 estaven classificades com a «altres inactius».

### Ingressos
El 2009 a Malroy hi havia 161 unitats fiscals que integraven 403 persones, la mediana anual d'ingressos fiscals per persona era de 25.185 €.

### Activitats econòmiques
Dels 19 establiments que hi havia el 2007, 1 era d'una empresa extractiva, 1 d'una empresa de construcció, 4 d'empreses de comerç i reparació d'automòbils, 4 d'empreses d'hostatgeria i restauració, 4 d'empreses financeres, 1 d'una empresa immobiliària, 3 d'empreses de serveis i 1 d'una empresa classificada com a «altres activitats de serveis».
Dels 8 establiments de servei als particulars que hi havia el 2009, 1 era un taller de reparació d'automòbils i de material agrícola, 1 fusteria, 1 perruqueria, 3 restaurants i 2 agències immobiliàries.
L'any 2000 a Malroy hi havia 5 explotacions agrícoles.

## Equipaments sanitaris i escolars
El 2009 hi havia una escola elemental integrada dins d'un grup escolar amb les comunes properes formant una escola dispersa.

## Poblacions més properes
El següent diagrama mostra les poblacions més properes.